# Daïra de Chemora
La daïra de Chemora est une daïra d'Algérie située dans la wilaya de Batna et dont le chef-lieu est la ville éponyme de Chemora.

## Localisation
La daïra est située au nord-est de la wilaya de Batna.

## Communes
La daïra est composéé de deux communes : Boulhilat et Chemora.